# Ziegelei der römischen Kaiserzeit (Tödtenried)
Die Funde einer Ziegelei der römischen Kaiserzeit in Tödtenried, einem Gemeindeteil von Sielenbach im schwäbischen Landkreis Aichach-Friedberg in Bayern, wurden in einem Acker circa 800 Meter südöstlich der katholischen Pfarrkirche St. Katharina entdeckt. Die Fundstreuung aus der römischen Kaiserzeit ist als Bodendenkmal mit der Nr. D-7-7533-0002 geschützt.
Es wurden zahlreiche Fragmente rot- und grautoniger Gebrauchskeramik, in Einzelstücken auch rätische Ware, Terra Sigillata, Glas und Metall gefunden. Ebenso wurden unzählige Bruchstücke von Tegulae und Imbrices, Ziegelplatten sowie Bruchstücke einer Ofenwand gefunden.